# Slorudsälven
Slorudsälven este o arie protejată (arie specială de conservare — SAC, sit de importanță comunitară — SCI) din Suedia întinsă pe o suprafață de 13,7 ha, integral pe uscat.

## Localizare
Centrul sitului Slorudsälven este situat la coordonatele 59°41′24″N 12°53′14″E / 59.69°N 12.8872°E.

## Înființare
Situl Slorudsälven a fost declarat sit de importanță comunitară în mai 2001 pentru a proteja 2 specii de animale. Situl a fost protejat și ca arie specială de conservare în martie 2011.

## Biodiversitate
Situată în ecoregiunea boreală, aria protejată conține 1 habitat natural: Cursuri de apă de la nivel de câmpie la nivel montan, cu vegetație Ranunculion fluitantis și Callitricho-Batrachion.
La baza desemnării sitului se află mai multe specii protejate:
- nevertebrate (1): Margaritifera margaritifera
- pești (1): zglăvoacă (Cottus gobio)